# Emma Kullberg
Emma Kullberg (født 25. september 1991) er en kvindelig svensk fodboldspiller, der spiller forsvar for engelske Brighton & Hove Albion i FA Women's Super League og Sveriges kvindefodboldlandshold. Hun har tidligere spillet for Umeå IK, Kungsbacka DFF, KIF Örebro DFF og BK Häcken.
Hun fik sin officielle debut på det svenske landshold i 7. november 2019 i et 2-3-nederlag mod USA. Hun blev også udtaget til landstræner Peter Gerhardssons officielle trup mod EM i fodbold for kvinder 2022 i England.
Kullberg var desuden med til at vinde olympiske sølvmedaljer med det svenske landshold ved Sommer-OL 2020.